# Obrub Berezwecki
Obrub Berezwecki (biał. Абруб Беразвецкі; ros. Обруб Березвечский) – wieś na Białorusi, w obwodzie witebskim, w rejonie głębockim, w sielsowiecie Ozierce.

## Historia
W czasach zaborów wieś włościańska w gminie Głębokie, w powiecie dzisieńskim, w guberni wileńskiej Imperium Rosyjskiego.
W latach 1921–1945 wieś a następnie kolonia leżała w Polsce, w województwie wileńskim, w powiecie dziśnieńskim, w gminie Głębokie.
Według Powszechnego Spisu Ludności z 1921 roku zamieszkiwały tu 392 osoby, 12 było wyznania rzymskokatolickiego, a 280 prawosławnego. Jednocześnie 383 mieszkańców zadeklarowało polską, a 9 białoruską przynależność narodową. Było tu 81 budynków mieszkalnych. W 1931 w 94 domach zamieszkiwały 452 osoby.
Wierni należeli do parafii rzymskokatolickiej i prawosławnej w Głębokiem. Miejscowość podlegała pod Sąd Grodzki w Głębokiem i Okręgowy w Wilnie; właściwy urząd pocztowy mieścił się w Głębokiem.
W wyniku napaści ZSRR na Polskę we wrześniu 1939 miejscowość znalazła się pod okupacją sowiecką. 2 listopada została włączona do Białoruskiej SRR. Od czerwca 1941 roku pod okupacją niemiecką. W 1944 miejscowość została ponownie zajęta przez wojska sowieckie i włączona do Białoruskiej SRR.

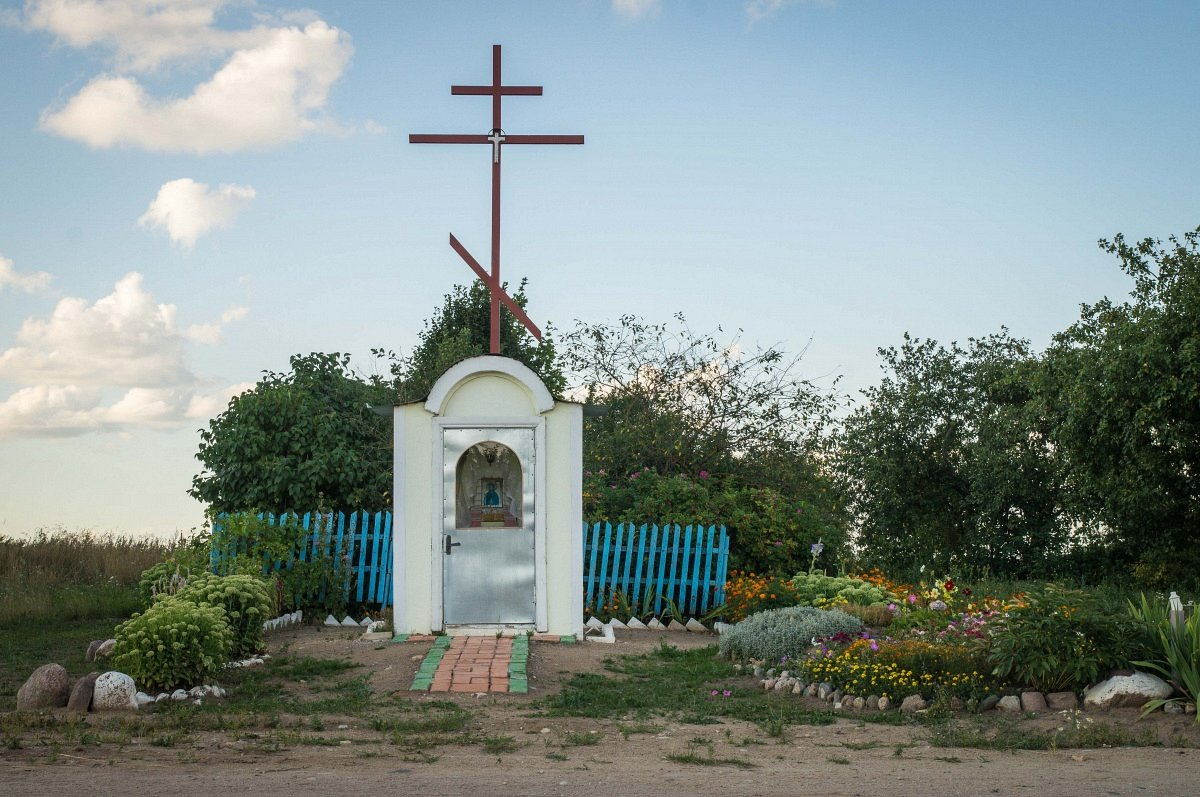
Kaplica na skrzyżowaniu
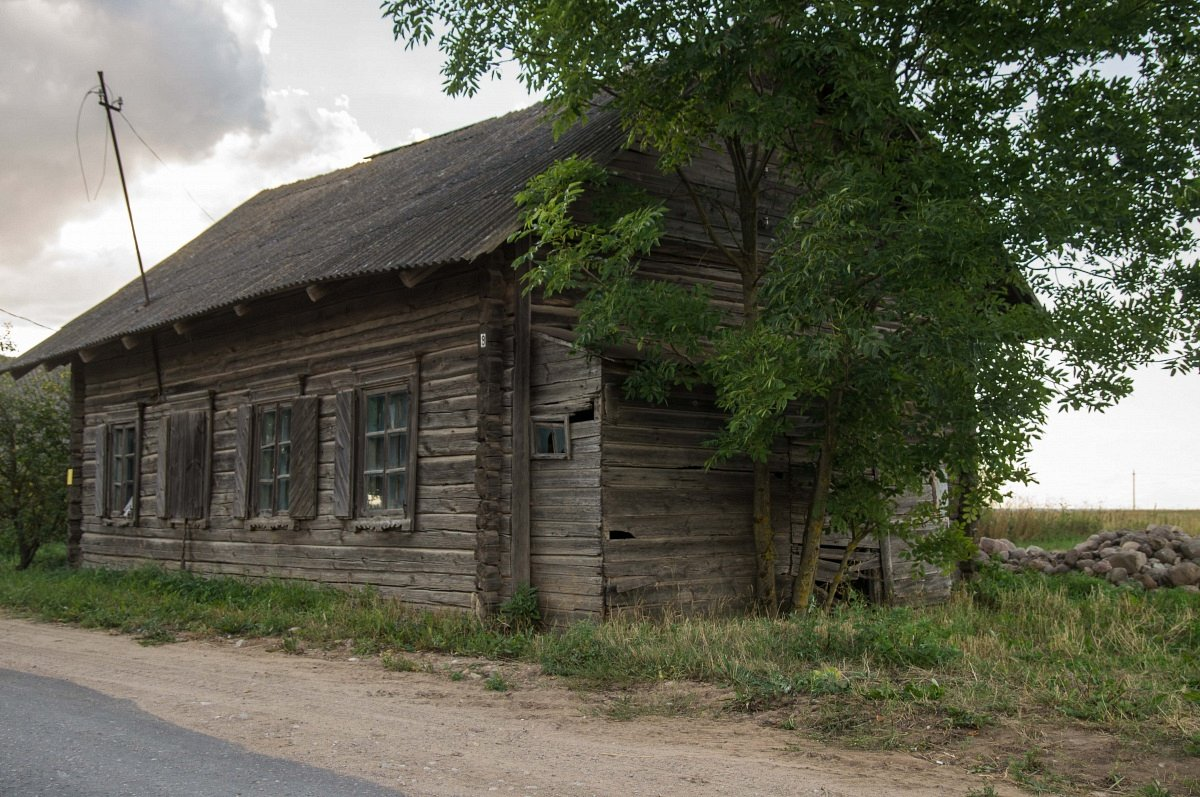
Drewniana zabudowa
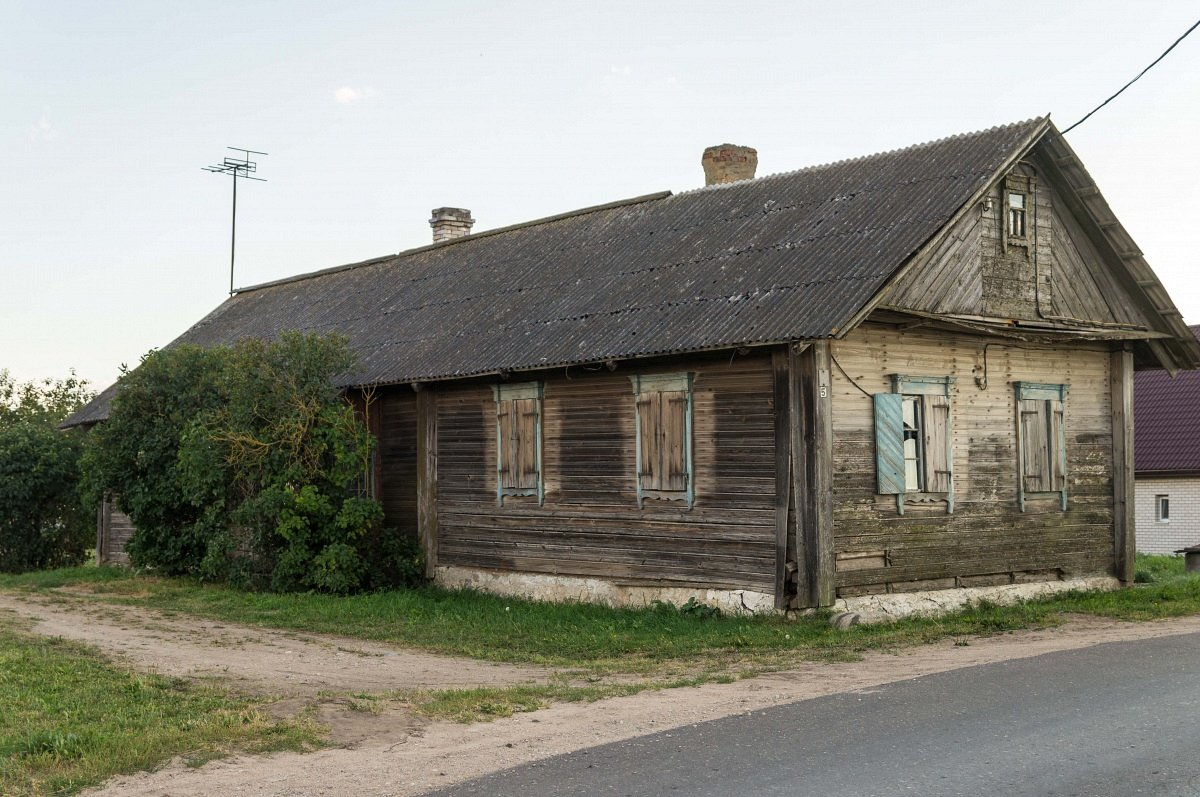
drewniana zabudowa